# Vičiunai (gmina Kernavė)
Vičiunai (hist. pol. Wiciuny) – wieś na Litwie, w okręgu wileńskim, w rejonie szyrwinckim.
Według danych ze spisu powszechnego w 2011 roku we wsi mieszkało 16 osób.
W XIX wieku wieś i folwark, własność Pawłowskich. Folwark liczył 7 mieszkańców, wieś zaś 64 w 7 domach, samych katolików.